# Ernest de Bergevin
Ernest de Bergevin (ur. 1859, zm. 1933) – francuski entomolog, specjalizujący się w hemipterologii, oraz botanik.
Bergevin jest autorem licznych publikacji naukowych poświęconych pluskwiakom Afryki Północnej. Dotyczą one ich taksonomii, faunistyki, biologii i ekologii. Opisywał nowe dla nauki gatunki z takich rodzin jak tarczówkowate, skoczkowate i miodówkowate. Jego zbiór entomologiczny zdeponowany został w Muzeum Historii Naturalnej w Paryżu.
Oprócz kolekcji entomologicznej prowadził także zielnik. W latach 1903–1904 pozyskiwał mszaki w Algierii, których zbiór znajduje się w Muzeum Historii Naturalnej w Londynie.